# Urinoterapija
Urinoterapija je zdravilska metoda zdravljenja z urinom, ki je že dolgo časa prisotno v naravnem zdravilstvu vseh celin. V indijskem tradicionalnem zdravilstvu, ajurvedi naj bi se ta način zdravljenja uporabljal že vsaj pet tisoč let in se imenuje amaroli. Ledvice v vzhodni medicini simbolično predstavljajo izvor osnovne življenjske energije. Urinu pripisujejo lastnosti čiste prane oziroma življenjske moči.

## Bistvo
Urinoterapija uporablja urin, kot pomoč pri samozdravljenju, vzdrževanju zdravja in krepitvi človeške vitalnosti. V dosedanji uporabi se je urin pokazal kot dobra pomoč pri celjenju manjših ran in opeklin, težavah z dlesnimi. Urin naj bi okrepil delovanje ledvic, pomagal pri prehladu, vročini, astmi, kožnih boleznih, očesnih in ušesnih težavah, glavobolu in pri zaprtju. Sečnina naj bi delovala protibakterijsko in protiglivično. Urin rakavih bolnikov vsebuje antigene določenega tumorja. Zato bi morda lahko zaužit urin spodbujal nastajanje utreznih protiteles. Vendar zaenkrat ni znanstvenega dokaza o učinkovitosti urina pri zdravljenju raka.

## Uporaba
Svež urin je sterilna tekočina, ki sicer ne vsebuje patogenih organizmov, izjema je urin oseb z vnetjem ledvic ali sečnega mehurja. Priporoča se pitje urina trikrat na dan, enkrat na teden pa 24-urno postenje ob vodi in amaroliju. V urinu je 95 % vode, 2,5 % uree, 2,5 % mineralov, soli, hormoni, encimi, kortikosteroidi, vitamin D in melatonin. Iz sečnine nastaja amonijak iz katerega nastaja pomembna aminokislina glutamin, ki naj bi okrepila imunski sistem. 
Zelo veliko raziskav izvajajo na uporabi urina za zdravljenje rakastih obolenj. Leta 1960 je nobelovec Albert Szent-Györgyi (ki je odkril vitamin C) iz urina izoliral snov 3-metilglioksal (snov, ki je odgovorna tudi za protimikrobni učinek manuka medu). Dokazano je, da ta snov uničuje rakaste celice. Dr. S. Burzynski je iz človeškega urina izoliral peptidno snov, ki jo je imenoval antineoplaston. Zdaj se ve, da ta snov selektivno zaustavlja rast rakastih celic, ne da bi pri tem ovirala rast zdravih. Urinoterapija se uporablja tudi pri zdravljenju bolnikov z AIDS-om, zaradi pozitivnega učinka na imunski sistem in izboljšanja počutja.
Urin je lahko pomoč pri zdravljenju arterioskleroze, srčnih napadov in pljučne embolije, uporablja pa se tudi za zdravljenje bolnikov s čirom na želodcu, alergijo, astmo, sladkorno boleznijo, raznimi bolečinskimi boleznimi in težavami s kožo. Sečnina vsebuje tudi snovi, ki so v velikih količinah lahko tudi toksične: urea, amonijak in formaldehid. Zato se ob tej terapiji uživa zgolj vegeterjansko in nizko proteinsko hrano.
Notranja uporaba
pitje jutranjega urina, postenje, grgranje, klistir, vaginalno spiranje, očesne in ušesne kapljice.
Zunanja uporaba
masaža s postanim urinom, masaža akupunkturnih točk, kopeli, obloge, masaža lasišča in las, tonik za obraz.

### Neželeni učinki
S pričetkom terapije ima urinoterapija lahko tudi trenutne kratkotrajne neželene učinke, kot so: vnetja, povišana telesna temperatura, izpuščaji, bruhanje, kašelj. To obdobje je predvsem proces izločanja nakopičenih škodljivih produktov presnove. Pomembno je tudi da med terapijo ne uživamo drugih zdravil, saj bi se ta lahko kopičila v telesu.